# Старомочалеи
Старомочалеи — село в Пильнинском районе Нижегородской области. Входит в состав Новомочалеевского сельсовета.

## Население
| 2002 | 2010 |
| ---- | ---- |
| 558  | ↗584 |

## Инфраструктура

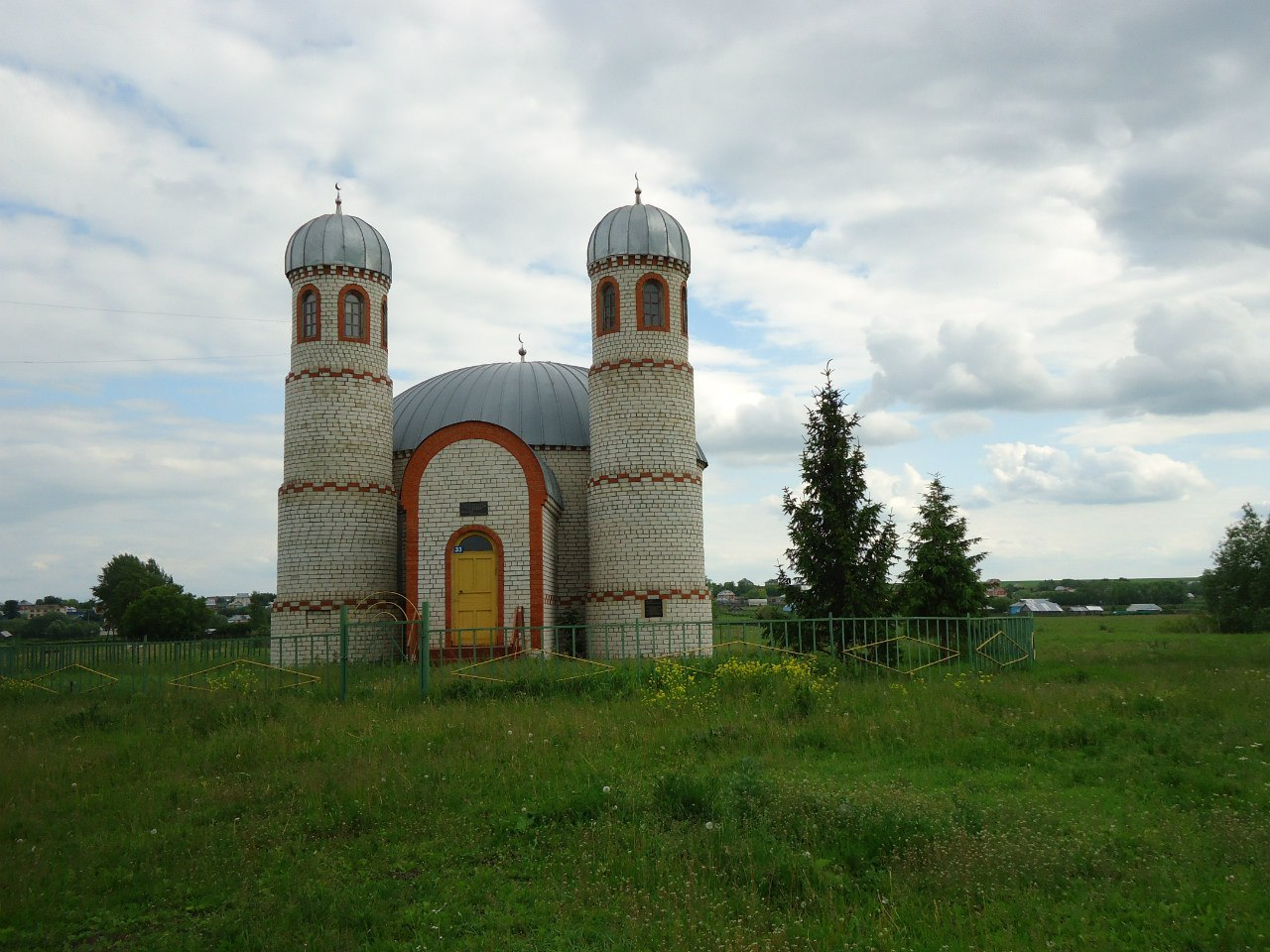
мечеть

В деревне имеется мечеть

## География
Расстояние до районного центра: Пильна 13 км.
Расстояние до областного центра: Нижний Новгород 157 км.
Ближайшие населенные пункты
Куликовка 1 км, Новомочалей 2 км, Балеевка 6 км, Левашовка 6 км, Сеченовский район, Калиновка 7 км, Петряксы 7 км, Знаменское 7 км, Мамешево 8 км, Жданово 8 км, Малое Рыбушкино 8 км, Большое Рыбушкино 9 км, Юморга 9 км, Кисленка 10 км, Новоникольское 10 км, Болтинка 11 км